# جنگ صلیبی وارنا
جنگ صلیبی وارنا (انگلیسی: Crusade of Varna)، به جنگی از جنگ‌های صلیبی گفته می‌شود که طی قرن ۱۵ میان عثمانی و برخی دولت‌های اروپایی رخ داد که سرانجام پس از نبرد وارنا با پیروزی قاطع عثمانی‌ها همراه بود.